# Llista de topònims de Colomers
Llista de topònims (noms propis de lloc) del municipi de Colomers, al Baix Empordà
Informació actualitzada per un bot. Els canvis manuals es perdran quan s'actualitzi!

## casa
| imatge | Nom                         | Ubicat a | instància de | Detalls                                          | coordenades                                                                            | Protecció                                  | Commons (més fotos)                       | Dades a WD                    |
| ------ | --------------------------- | -------- | ------------ | ------------------------------------------------ | -------------------------------------------------------------------------------------- | ------------------------------------------ | ----------------------------------------- | ----------------------------- |
|        | Can Quintana                | Colomers | casa         | Estil: barroc 17th century                       | 42° 05′ 03″ N, 2° 59′ 19″ E / 42.0843°N,2.98851°E ca:C. Mossèn Cinto Verdaguer 48 msnm | bé integrant del patrimoni cultural català | Can Quintana (Colomers)                   | Modifica les dades a Wikidata |
|        | casa al Carrer Cervantes, 8 | Colomers | casa         | Estil: arquitectura del Renaixement 16th century | 42° 05′ 02″ N, 2° 59′ 18″ E / 42.083809°N,2.988228°E ca:C. Cervantes, 8 33 msnm        | bé integrant del patrimoni cultural català | Casa al carrer de Cervantes, 8 (Colomers) | Modifica les dades a Wikidata |

## curs d'aigua
| imatge | Nom                | Ubicat a                                  | instància de               | Detalls                                                 | coordenades                                                                                             | Protecció | Commons (més fotos) | Dades a WD                    |
| ------ | ------------------ | ----------------------------------------- | -------------------------- | ------------------------------------------------------- | --- | --------- | ------------------- | ----------------------------- |
|        | Ter                | Ripollès Osona Selva Gironès Baix Empordà | curs d'aigua riu principal | Desemboca: mar Mediterrània Llarg: 208km Conca: 3010km² | 42° 25′ 40″ N, 2° 15′ 24″ E / 42.427778°N,2.256667°E 42° 01′ 24″ N, 3° 11′ 31″ E / 42.02347°N,3.19187°E |           | Ter River           | Modifica les dades a Wikidata |
|        | riera de les Arces | Vilopriu Colomers                         | curs d'aigua               | Desemboca: Rec del Molí                                 | 42° 06′ 01″ N, 3° 00′ 00″ E / 42.1002°N,2.99999°E                                                       |           |                     | Modifica les dades a Wikidata |

## masia
| imatge | Nom             | Ubicat a | instància de | Detalls | coordenades                                                         | Protecció | Commons (més fotos) | Dades a WD                    |
| ------ | --------------- | -------- | ------------ | ------- | ------------------------------------------------------------------- | --------- | ------------------- | ----------------------------- |
|        | Ca l'Esclopeter | Colomers | masia        |         | 42° 05′ 18″ N, 2° 59′ 08″ E / 42.0883°N,2.98548°E 101 msnm          |           |                     | Modifica les dades a Wikidata |
|        | Ca l'Espunya    | Colomers | masia        |         | 42° 05′ 02″ N, 2° 59′ 07″ E / 42.0839746007858°N,2.98540660428415°E |           |                     | Modifica les dades a Wikidata |
|        | Cal Frare       | Colomers | masia        |         | 42° 05′ 08″ N, 2° 59′ 10″ E / 42.0856228805967°N,2.98608331959618°E |           |                     | Modifica les dades a Wikidata |
|        | Cal Fusteret    | Colomers | masia        |         | 42° 05′ 05″ N, 2° 59′ 20″ E / 42.084605445846°N,2.98886441540388°E  |           |                     | Modifica les dades a Wikidata |
|        | Can Cubalisqui  | Colomers | masia        |         | 42° 05′ 04″ N, 2° 59′ 09″ E / 42.0845600785766°N,2.9858296462067°E  |           |                     | Modifica les dades a Wikidata |
|        | Can Ferran      | Colomers | masia        |         | 42° 05′ 09″ N, 2° 59′ 09″ E / 42.0858930484808°N,2.98585353157728°E |           |                     | Modifica les dades a Wikidata |
|        | Can Forners     | Colomers | masia        |         | 42° 05′ 08″ N, 2° 59′ 07″ E / 42.0854876815096°N,2.98527325739261°E |           |                     | Modifica les dades a Wikidata |
|        | Can Llens       | Colomers | masia        |         | 42° 05′ 13″ N, 2° 59′ 05″ E / 42.0870187046155°N,2.98460788662223°E |           |                     | Modifica les dades a Wikidata |
|        | Can Nic         | Colomers | masia        |         | 42° 05′ 12″ N, 2° 59′ 14″ E / 42.0866407454995°N,2.9871712997928°E  |           |                     | Modifica les dades a Wikidata |
|        | Can Nil         | Colomers | masia        |         | 42° 05′ 17″ N, 2° 59′ 05″ E / 42.0879824306706°N,2.98481320737647°E |           |                     | Modifica les dades a Wikidata |
|        | Can Pere Ferrer | Colomers | masia        |         | 42° 05′ 08″ N, 2° 59′ 07″ E / 42.0856858283287°N,2.98529739348594°E |           |                     | Modifica les dades a Wikidata |
|        | Can Peric       | Colomers | masia        |         | 42° 05′ 11″ N, 2° 59′ 07″ E / 42.0864874034589°N,2.9852488439602°E  |           |                     | Modifica les dades a Wikidata |
|        | Can Petiua      | Colomers | masia        |         | 42° 05′ 07″ N, 2° 59′ 08″ E / 42.0851634725114°N,2.98547887699274°E |           |                     | Modifica les dades a Wikidata |
|        | Can Pou         | Colomers | masia        |         | 42° 05′ 09″ N, 2° 59′ 16″ E / 42.085830218471°N,2.98772764847416°E  |           |                     | Modifica les dades a Wikidata |
|        | Can Prim        | Colomers | masia        |         | 42° 05′ 12″ N, 2° 59′ 07″ E / 42.0867485928589°N,2.98524878345281°E |           |                     | Modifica les dades a Wikidata |
|        | Can Pujol       | Colomers | masia        |         | 42° 05′ 07″ N, 2° 59′ 18″ E / 42.0853979814022°N,2.98846527695961°E |           |                     | Modifica les dades a Wikidata |
|        | Can Quel        | Colomers | masia        |         | 42° 05′ 06″ N, 2° 59′ 16″ E / 42.084956587348°N,2.98775199848401°E  |           |                     | Modifica les dades a Wikidata |
|        | Can Roques      | Colomers | masia        |         | 42° 05′ 07″ N, 2° 59′ 19″ E / 42.0852088514732°N,2.98853785643081°E |           |                     | Modifica les dades a Wikidata |
|        | Can Ventura     | Colomers | masia        |         | 42° 05′ 03″ N, 2° 59′ 19″ E / 42.0841551061297°N,2.98873149679736°E |           |                     | Modifica les dades a Wikidata |
|        | Mas Costa       | Colomers | masia        |         | 42° 05′ 11″ N, 2° 58′ 54″ E / 42.0862977601012°N,2.98173038493395°E |           |                     | Modifica les dades a Wikidata |

## Misc
| imatge | Nom                           | Ubicat a                                                                | instància de                                                                   | Detalls                                                                 | coordenades                                                                    | Protecció                                            | Commons (més fotos)                   | Dades a WD                    |
| ------ | ----------------------------- | ----------------------------------------------------------------------- | ------------------------------------------------------------------------------ | ----------------------------------------------------------------------- | ------------------------------------------------------------------------------ | ---------------------------------------------------- | ------------------------------------- | ----------------------------- |
|        | Castell de Colomers           | Colomers                                                                | castell                                                                        | Estil: arquitectura popular 15th century                                | 42° 05′ 03″ N, 2° 59′ 15″ E / 42.0841°N,2.9876°E ca:Pl. de la Vila 39 msnm     | bé d'interès cultural bé cultural d'interès nacional | Castell de Colomers                   | Modifica les dades a Wikidata |
|        | Colomers                      | Colomers                                                                | entitat singular de població ens local històric de Catalunya capital municipal | 205 hab                                                                 | 42° 05′ 03″ N, 2° 59′ 14″ E / 42.08425°N,2.987247°E 39 msnm                    |                                                      |                                       | Modifica les dades a Wikidata |
|        | Fortificacions de Colomers    | Colomers                                                                | muralla urbana                                                                 |                                                                         | 42° 05′ 02″ N, 2° 59′ 16″ E / 42.083794°N,2.98775°E                            | bé d'interès cultural bé cultural d'interès nacional | Fortificacions de Colomers            | Modifica les dades a Wikidata |
|        | Granja d'en Sisó              | Colomers                                                                | granja                                                                         |                                                                         | 42° 05′ 15″ N, 2° 59′ 07″ E / 42.0876312405671°N,2.98530903561527°E            |                                                      |                                       | Modifica les dades a Wikidata |
|        | Nucli antic de Colomers       | Colomers                                                                | centre històric                                                                | 16th century                                                            | 42° 05′ 03″ N, 2° 59′ 14″ E / 42.084277°N,2.987297°E 40 msnm                   | bé integrant del patrimoni cultural català           | Nucli antic de Colomers               | Modifica les dades a Wikidata |
|        | Rec del Molí                  | Colomers Jafre Verges la Tallada d'Empordà Bellcaire d'Empordà l'Escala | canal de reg                                                                   |                                                                         | 42° 04′ 57″ N, 2° 59′ 20″ E / 42.0826°N,2.98899°E                              |                                                      | Rec del Molí (marge esquerre del Ter) | Modifica les dades a Wikidata |
|        | Santa Maria de Colomers       | Colomers                                                                | església                                                                       |                                                                         | 42° 05′ 03″ N, 2° 59′ 14″ E / 42.0841°N,2.98718°E                              | bé integrant del patrimoni cultural català           | Santa Maria de Colomers               | Modifica les dades a Wikidata |
|        | Serra del Mig                 | Colomers Garrigoles Jafre Vilopriu                                      | serra                                                                          | Llarg: 1.8km                                                            | 42° 05′ 34″ N, 3° 00′ 08″ E / 42.0927°N,3.00229°E 84.5 msnm                    |                                                      |                                       | Modifica les dades a Wikidata |
|        | casa consistorial de Colomers | Colomers                                                                | casa consistorial                                                              |                                                                         | 42° 05′ 03″ N, 2° 59′ 15″ E / 42.0840302°N,2.9874818°E                         |                                                      |                                       | Modifica les dades a Wikidata |
|        | cementiri de Colomers         | Colomers                                                                | cementiri                                                                      | Estil: arquitectura popular                                             | 42° 05′ 16″ N, 2° 58′ 57″ E / 42.087816°N,2.982502°E                           | bé integrant del patrimoni cultural català           |                                       | Modifica les dades a Wikidata |
|        | cobert d'en Ferran            | Colomers                                                                | cabana                                                                         |                                                                         | 42° 04′ 57″ N, 2° 59′ 32″ E / 42.0824711777944°N,2.99228635735332°E            |                                                      |                                       | Modifica les dades a Wikidata |
|        | el Pedró                      | Colomers                                                                | muntanya                                                                       |                                                                         | 42° 05′ 14″ N, 2° 59′ 20″ E / 42.0873°N,2.98886°E 75.1 msnm                    |                                                      |                                       | Modifica les dades a Wikidata |
|        | presa de Colomers             | Colomers                                                                | presa de gravetat Ús: regadiu                                                  | Llarg: 103m Alt: 14.5m Volum: 20265m³                                   | 42° 04′ 37″ N, 2° 59′ 28″ E / 42.076838888889°N,2.9911194444444°E 30 15.5 msnm | bé cultural d'interès local                          | Presa de Colomers                     | Modifica les dades a Wikidata |
|        | resclosa de Colomers          | Colomers                                                                | embassament riu                                                                | Estil: arquitectura popular Superfície: 70ha Volum: 1hm³ Conca: 3000km² | 42° 04′ 37″ N, 2° 59′ 28″ E / 42.07685°N,2.99111944°E 23.8 msnm                | bé cultural d'interès local                          | Resclosa de Colomers                  | Modifica les dades a Wikidata |